# Tattoo (canção de Hunter Hayes)
"Tattoo" é uma canção do artista norte-americano Hunter Hayes, gravada para o seu segundo álbum de estúdio, Storyline. O seu lançamento ocorreu em 26 de janeiro de 2014 através da Atlantic Records, como segundo single do disco.

## Antecedentes
"Tattoo" foi escrita e produzida por Hayes com auxilio de Troy Verges e Barry Dean na composição e de Dann Huff na produção. A faixa foi enviada pra as rádios de música country em 16 de junho de 2014 através da Atlantic Records. No Reino Unido, a canção foi lançada como extended play (EP) como primeiro single e contém a versão acústica de "Invisible" e a versão acústica de "Counting Stars" de One Republic.

## Faixas e formatos
| Versão do álbum |          |         |  |
| N.º             | Título   | Duração |  |
| 1.              | "Tattoo" | 3:17    |  |

| Tattoo - EP |                            |         |  |
| N.º         | Título                     | Duração |  |
| 1.          | "Tattoo" (versão UK)       | 3:21    |  |
| 2.          | "Invisible" (acústica)     | 4:36    |  |
| 3.          | "Counting Stars" (ao vivo) | 5:00    |  |

## Desempenho nas tabelas musicais
| País/Parada (2014)                 | Melhor posição |
| ---------------------------------- | -------------- |
| Canadá (Billboard Country)         | 49             |
| Estados Unidos (Bubbling Under)    | 25             |
| Estados Unidos (Hot Country Songs) | 31             |
| Estados Unidos (Country Airplay)   | 26             |

| Chart (2014)                       | Position |
| ---------------------------------- | -------- |
| Estados Unidos (Country Airplay)   | 82       |
| Estados Unidos (Hot Country Songs) | 91       |

## Histórico de lançamento
| País        | Data                 | Formato          | Editora discográfica |
| ----------- | -------------------- | ---------------- | -------------------- |
| Irlanda     | 5 de outubro de 2014 | Download digital | Atlantic Records     |
| Reino Unido | 5 de outubro de 2014 | Download digital | Atlantic Records     |